# Óscar Fernández Novillo
Óscar Fernández (Villacañas, 2 de junio de 1987) es un entrenador español. Dirige al FC Juárez Femenil.

## Trayectoria como entrenador
Inició su carrera como entrenador en el Unión Adarve, donde pasó por las distintas categorías del club hasta dirigir al primer equipo en la temporada 2018-19 en la Segunda División B de España. En 2019 fichó por el Madrid Club de Fútbol Femenino, con el que logró la salvación en su primera temporada y fue el equipo revelación en su segunda temporada. El 1 de julio de 2021 fichó por el Atlético de Madrid Femenino. Tras temporada y media en el club rojiblanco sin lograr el objetivo de lograr una plaza en Liga de Campeones fue cesado. En junio de 2023 fichó por el Juárez.